# Первый автомобильный
Пе́рвый автомоби́льный (укр. Перший автомобільний) — первый и единственный украинский телевизионный канал, все программы которого посвящены автомобильному миру.
Временно прекратил вещание в 2017 году из-за хакерской атаки вируса "PETYA".

## История создания
Телеканал начал тестовую трансляцию 5 мая 2008 года со спутника Eutelsat W4 на частотах провайдера Поверхность Плюс. В 2010-м канал перешёл на спутник «Astra 4А». В 2013 перешел на спутник «Amos»
Канал также вещает во всех основных кабельных сетях Украины (более чем 400 сетей региональных кабельных операторов, в том числе в базовых цифровых пакетах кабельной сети «Воля-Кабель», телесети Maximum TV, пакетах цифрового спутникового телевидения Xtra TV и Viasat), также в 2008 году был возможен приём сигнала в Краснодарском крае России.
Телеканал входит в Медиагруппу «Автоцентр». «Первый автомобильный» является лауреатом премий Media&Sat Leaders' 2009 и 2010 в номинации «Оригинальный ТВ-проект».
Целевая аудитория канала — зрители 16-65 лет. Аудитория канала составляет около 9 млн человек.

## Телепрограммы
В эфире «Первого автомобильного» собран автомобильный медиаконтент как собственного производства, так и шоу производства Германии, Великобритании и США. Это развлекательные шоу и познавательные программы, автомобильные тесты, репортажи с автомобильных выставок и презентаций, обзор автотоваров и услуги, советы и рекомендации экспертов авторынка, мировые автомобильные тележурналы, выпуски новостей и т. д.
В сетке программ телеканала:
— программы собственного производства: «Первый тест», «Модельный ряд», «Авто на потребу», «Автоподія», «Минус 1», «Премиум-технологии», ретроспективы проектов «Экипаж», «Автобиография» и «Автостоп»;
— телевизионные циклы российских и других заграничных производителей: «Гонки без секретов», «Сумасшедшие колёса», «Двойной тест», «Car», «4×4 Adventure», «Motorsport Mundial» и прочие;
— трансляции авто- и мотоспортивных соревнований (WRC, IRC, Formula-1, DTM, Ferrari Challenge, Monster Jam, MotoGP и т. д.);
— авторские репортажи с авто- и мотоспортивных событий Украины и мира.
С 5 октября 2008 года «Первый автомобильный» телеканал начал показ полного собрания сезонов 2002—2011 годов программы «Top Gear» — культового телевизионного шоу про автомобили (производство BBC, Великобритания). Перевод и адаптация шоу признаны одними из лучших, среди переводных телевизионных программ.
С 7 мая 2018 года телеканал вещает в формате 16:9.

## Программы собственного производства

### Первый тест
В основу программы положен классический автомобильный тест-драйв. Тест разделён на блоки: «кузов и салон», «двигатель и ходовая часть», «стоимость». В «Первом тесте» — новинки и самые интересные автомобили всех мировых производителей. Телевизионный тест-драйв «Первый тест» появляется в эфире, в основном, первым среди конкурентов. Ведущий программы — Сергей Волощенко, автоэксперт и главный редактор одного из популярных автожурналов.

### Модельный ряд
Программа рассказывает об автомобилях мировых автопроизводителей, но только представленных на украинском рынке. Идея нового сезона программы «Модельный ряд» состоит в детализированном, разностороннем рассказе о конкретной модели авто, её истории, дизайне и функционале автомобиля. Ведущие программы: хост — Таня Ожелевская, дизайнер — Дмитрий Новиков, тест-пилот — Олег Василевский.

### Авто на потребу
Потребительский обзор автомобиля. Три реальных человека говорят о конкретной модели авто с точки зрения своих реальных требований к автомобилю. В каждой программе — новое авто и новые люди. Постоянный ведущий — Орест Шупенюк, постоянный тест-пилот — многократный чемпион Украины по ралли Александр Салюк, мл..

### Автоподія
Репортажи с лучших автомобильных событий Украины и мира. Ведущая — Саша Соловей.

### Премиум-технологии
Программа рассказывает о самых перспективных и самых дорогих разработках и технологиях автомобильных компаний. О наиболее сложных инженерных проектах — доступно, познавательно и зрелищно, с комментариями признанных специалистов в своей отрасли.
Каждая передача посвящена определенной технологии какая используется тем или другим автомобильным брендом. Именно эти технологии формируют стоимость современного автомобиля.

### Минус 1
Проект шок-шоу. Все выпуски публикуются в Youtube. Программу лучше посмотреть, чем описать.
Это набор видеороликов из Интернета, которые показывают самые нелепые и трагические автомобильные аварии с комментарием ведущего.

### Экипаж
Программа, сочетающая информацию об автомобилях, последних тенденциях и новинки автомобильного рынка и неординарную оценку тест-автомобилей. В тесте «Экипажа» автомобиль оценивается с точки зрения дизайна, эксплуатационных показателей и комфорта. Ведущие: Алексей Мочанов, Орест Шупенюк и Ирина Твердовская.